# دیوید میری
دیوید میری (انگلیسی: David Myrie؛ زادهٔ ۱ ژوئن ۱۹۸۸) یک بازیکن فوتبال اهل کاستاریکا است.
وی همچنین در تیم ملی فوتبال کاستاریکا بازی کرده‌است.